# 안드레예프 반사

전도체와 초전도체의 경계면에서 쿠퍼 쌍과 반사된 전자 (적색)와 정공 (녹색)

안드레예프 반사(영어: Andreev reflection)는 전도체에서 초전도체 물질로 전류가 흐르는 과정에서, 정상 전류(normal current)가 초전류(supercurrent)로 바뀔 때 정공(hole)이 반사되는 현상이다. 전도체에 흐르는 전류는 전자가 이동하는 것이며, 초전도체에 흐르는 초전류는 전자 두 개가 쿠퍼 쌍을 이루어, 이러한 쿠퍼 쌍들이 이동하는 것이다. 따라서 전도체 및 초전도체에서 흐르는 전하량 및 스핀 모멘트가 보존되기 위해선 전도체와 초전도체의 경계면에서 양(positive)의 전하량을 갖는 정공이 반사되어, 전자의 방향과 반대 방향으로 이동하게 된다. 이 현상은 러시아 물리학자 알렉산드르 표도로비치 안드레예프(Алекса́ндр Фёдорович Андре́ев)의 이름을 따서 지어졌다.

## 안드레예프 반사의 이용

### 초전도체 띠틈 연구
초전도체에는 초전도 띠틈이 존재한다. 전도체와 초전도체 물질을 접합시켜 전류가 흐르기 위해선 전도체 쪽과 초전도체 쪽의 에너지 레벨이 맞아야 하는데, 접합 물질 양단에 외부 전압을 걸어주어 전도체 및 초전도체 에너지 준위를 맞춰줄 때 전류가 흐를 수 있다. 외부 전압을 바꿔주며 흐르는 전류의 변화를 측정하면 접합된 초전도체 물질의 띠틈의 형태와 크기를 알 수 있다. 이 실험을 위해선 전도체와 초전도체를 접합하는 조지프슨 접합을 만들 때 점 접합(Point contact) 형태로 해주는 것이 중요하다. 점 접합의 경우, 전하의 흐름에 있어 다른 외부 효과들의 영향보다 안드레에프 반사에 의해 주로 일어나게 되기 때문에 초전도 에너지 갭에 의한 효과를 볼 수 있다.

### 점 접합 안드레예프 반사
전도체에 흐르는 전자는 스핀 모멘트 양자수 (s)가 1/2 이기 때문에 서로 방향이 반대인 스핀 모멘트 두 가지 값 중 하나를 갖고 있다. 한편, 초전도체에서의 쿠퍼 쌍은 스핀 모멘트의 방향이 반대인 전자 두 개로 이루어진다. 따라서 경계면 양쪽에서의 스핀 모멘트 보존을 위해, 경계면에서 반사되어 나오는 정공은 입사한 전자의 스핀 모멘트와 반대 방향의 스핀 모멘트를 가져야만 한다. 이는 전도체에 흐르는 전자의 스핀 모멘트 극성 방향에 의해 안드레에프 반사가 영향을 받을 수 있음을 의미한다. 이 원리를 이용하여, 끝이 좁은 초전도체 팁 (Tip)을 전도체 물질에 점 접합을 한 뒤 팁과 전도체 물질의 양단에 전압을 걸어주고 전류 변화 양상을 측정하면 팁과 점 점합을 이루고 있는 전도체의 부위의 스핀 모멘트 극성을 알 수 있다.

## 참고 문헌
- de Gennes, P.G. (1966). 《Superconductivity of Metals and Alloys》 (영어). W. A. Benjamin.
- Tinkham, M. (1996). 《Introduction to Superconductivity》 (영어). McGraw-Hill.
- Andreev, A.F. (1964). 《Sov. Phys. JETP》 19: 1228. |제목=이(가) 없거나 비었음 (도움말)
- Beenakker, C.W.J. (2000). “Why does a metal-superconductor junction have a resistance?” (영어). arXiv:cond-mat/99092930 |arxiv= 값 확인 필요 (도움말).